# Britische Formel-3-Meisterschaft 2010
Die britische Formel-3-Meisterschaft 2010 war die 60. Saison der britischen Formel-3-Meisterschaft. Sie umfasste insgesamt zehn Rennwochenenden mit jeweils drei Rennen. Sie begann am 3. April 2010 im Oulton Park und endete am 26. September 2010 in Brands Hatch. Jean-Éric Vergne sicherte sich den Meistertitel vorzeitig im 24 Rennen. Er ist der erste Franzose, der die britische Formel-3-Meisterschaft gewinnen konnte. Zum dritten Mal in Folge hat ein Pilot von Carlin den Meistertitel gewonnen.

## Starterfeld
| Team                            | Nr. | Fahrer               | Klasse | Chassis | Motor         | Rennwochenende |
| ------------------------------- | --- | -------------------- | ------ | ------- | ------------- | -------------- |
| Carlin                          | 1   | Adriano Buzaid       | M      | Dallara | Volkswagen    | 1–10           |
| Carlin                          | 2   | James Calado         | M      | Dallara | Volkswagen    | 1–10           |
| Carlin                          | 21  | Rupert Svendsen-Cook | M      | Dallara | Volkswagen    | 1–10           |
| Carlin                          | 22  | Jazeman Jaafar       | M      | Dallara | Volkswagen    | 1–10           |
| Carlin                          | 31  | Jean-Éric Vergne     | M      | Dallara | Volkswagen    | 1–10           |
| Carlin                          | 32  | Lucas Foresti        | M      | Dallara | Volkswagen    | 1–10           |
| Hitech Racing                   | 3   | William Buller       | M      | Dallara | Volkswagen    | 1–10           |
| Hitech Racing                   | 4   | Gabriel Dias         | M      | Dallara | Volkswagen    | 1–10           |
| Hitech Racing                   | 77  | Pietro Fantin        | G      | Dallara | Volkswagen    | 5, 8, 10       |
| Fortec Motorsport               | 5   | Daniel McKenzie      | M      | Dallara | Mercedes-Benz | 1–10           |
| Fortec Motorsport               | 6   | Oliver Webb          | M      | Dallara | Mercedes-Benz | 1–10           |
| Fortec Motorsport               | 9   | Max Snegirjow        | M      | Dallara | Mercedes-Benz | 1–10           |
| T-Sport                         | 7   | Alex Brundle         | M      | Dallara | Volkswagen    | 1–10           |
| T-Sport                         | 43  | Menasheh Idafar      | N      | Dallara | Mugen-Honda   | 1–10           |
| T-Sport                         | 44  | James Cole           | N      | Dallara | Mugen-Honda   | 1–10           |
| Räikkönen Robertson Racing      | 8   | Daisuke Nakajima     | M      | Dallara | Mercedes-Benz | 1–10           |
| Räikkönen Robertson Racing      | 26  | Carlos Huertas       | M      | Dallara | Mercedes-Benz | 1–10           |
| Räikkönen Robertson Racing      | 27  | Felipe Nasr          | M      | Dallara | Mercedes-Benz | 1–10           |
| Litespeed F3                    | 14  | Jay Bridger          | M      | Dallara | Volkswagen    | 1–10           |
| Sino Vision Racing              | 17  | Kevin Chen           | M      | Dallara | Mercedes-Benz | 2              |
| Sino Vision Racing              | 17  | Wayne Boyd           | M      | Dallara | Mercedes-Benz | 4              |
| Sino Vision Racing              | 18  | Adderly Fong         | M      | Dallara | Mercedes-Benz | 1–10           |
| CF Racing with Manor Motorsport | 25  | Hywel Lloyd          | M      | Dallara | Mercedes-Benz | 1–10           |
| CF Racing with Manor Motorsport | 28  | Rio Haryanto         | M      | Dallara | Mercedes-Benz | 2, 3           |
| CF Racing with Manor Motorsport | 28  | Yann Cunha           | M      | Dallara | Mercedes-Benz | 8              |
| Motul Team West-Tec             | 46  | Luiz Razia           | N      | Dallara | Mugen-Honda   | 2              |
| Motul Team West-Tec             | 46  | Juan Carlos Sistos   | N      | Dallara | Mugen-Honda   | 8, 9           |
| Mücke Motorsport                | 71  | Carlos Muñoz         | G      | Dallara | Mercedes-Benz | 6, 8           |
| ART Grand Prix                  | 90  | Esteban Gutiérrez    | G      | Dallara | Mercedes-Benz | 2              |
| ART Grand Prix                  | 90  | Nathanaël Berthon    | G      | Dallara | Mercedes-Benz | 6              |
| ART Grand Prix                  | 91  | Alexander Sims       | G      | Dallara | Mercedes-Benz | 2, 6           |
| ART Grand Prix                  | 92  | Jim Pla              | G      | Dallara | Mercedes-Benz | 2, 6           |
| Prema Powerteam                 | 93  | Daniel Juncadella    | G      | Dallara | Mercedes-Benz | 6              |
| Prema Powerteam                 | 94  | Nicolas Marroc       | G      | Dallara | Mercedes-Benz | 6              |

| Symbol | Klasse        |
| ------ | ------------- |
| M      | Meisterschaft |
| N      | National      |
| G      | Gast          |

## Rennkalender
Der Rennkalender der britischen Formel-3-Meisterschaft umfasste zehn Rennwochenenden. An jedem Rennwochenende fanden drei Rennen statt. Das erste Rennen dauerte über 30 Minuten. Für die Startaufstellung wurde die zweitschnellste Runde der Qualifikation gewertet. Beim zweiten Rennen, das über 20 Minuten ging, starteten die besten zehn Fahrer des ersten Rennens in umgekehrter Reihenfolge. Der Sieger des ersten Rennens zog auf dem Podium ein Los, das ihm einen Startplatz zwischen dem sechsten und dem zehnten Platz zuordnet. Das dritte Rennen dauerte 40 Minuten. Für die Startaufstellung zu diesem Rennen zählte die schnellste Runde des Qualifyings.
| Nr. | Datum         | Rennstrecke       | Sieger               | Zweiter           | Dritter              |
| --- | ------------- | ----------------- | -------------------- | ----------------- | -------------------- |
| 1.  | 3. April      | Tarporley         | Jean-Éric Vergne     | Oliver Webb       | Adriano Buzaid       |
| 2.  | 5. April      | Tarporley         | Rupert Svendsen-Cook | Daisuke Nakajima  | Carlos Huertas       |
| 3.  | 5. April      | Tarporley         | Jean-Éric Vergne     | Oliver Webb       | Rupert Svendsen-Cook |
| 4.  | 1. Mai        | Silverstone       | James Calado         | Oliver Webb       | Daisuke Nakajima     |
| 5.  | 2. Mai        | Silverstone       | Gabriel Dias1        | Daisuke Nakajima1 | Jean-Éric Vergne1    |
| 6.  | 2. Mai        | Silverstone       | James Calado         | Oliver Webb       | Felipe Nasr          |
| 7.  | 22. Mai       | Magny-Cours       | Oliver Webb          | Gabriel Dias      | William Buller       |
| 8.  | 23. Mai       | Magny-Cours       | Jean-Éric Vergne     | Oliver Webb       | William Buller       |
| 9.  | 23. Mai       | Magny-Cours       | Oliver Webb          | Jean-Éric Vergne  | Gabriel Dias         |
| 10. | 29. Mai       | Hockenheim        | Jean-Éric Vergne     | Jazeman Jaafar    | Daniel McKenzie      |
| 11. | 29. Mai       | Hockenheim        | Gabriel Dias         | Oliver Webb       | Adriano Buzaid       |
| 12. | 30. Mai       | Hockenheim        | Jean-Éric Vergne     | William Buller    | Jazeman Jaafar       |
| 13. | 17. Juli      | Northamptonshire  | Jean-Éric Vergne     | Carlos Huertas    | Oliver Webb          |
| 14. | 18. Juli      | Northamptonshire  | Daniel McKenzie      | Daisuke Nakajima  | Adriano Buzaid       |
| 15. | 18. Juli      | Northamptonshire  | Felipe Nasr          | Jean-Éric Vergne  | James Calado         |
| 16. | 30. Juli      | Spa-Francorchamps | Jean-Éric Vergne     | James Calado      | Rupert Svendsen-Cook |
| 17. | 30. Juli      | Spa-Francorchamps | Jean-Éric Vergne     | Felipe Nasr       | Daniel McKenzie      |
| 18. | 31. Juli      | Spa-Francorchamps | Jean-Éric Vergne     | James Calado      | Gabriel Dias2        |
| 19. | 7. August     | Thruxton          | James Calado         | Jean-Éric Vergne  | Rupert Svendsen-Cook |
| 20. | 8. August     | Thruxton          | Jean-Éric Vergne     | James Calado      | Oliver Webb          |
| 21. | 8. August     | Thruxton          | Jean-Éric Vergne     | Oliver Webb       | James Calado         |
| 22. | 14. August    | Silverstone       | James Calado         | Jean-Éric Vergne  | Lucas Foresti        |
| 23. | 15. August    | Silverstone       | Adriano Buzaid       | Carlos Huertas    | Jean-Éric Vergne     |
| 24. | 15. August    | Silverstone       | Jean-Éric Vergne     | Adriano Buzaid    | Oliver Webb          |
| 25. | 29. August    | Norfolk           | Jean-Éric Vergne     | Adriano Buzaid    | Felipe Nasr          |
| 26. | 30. August    | Norfolk           | Gabriel Dias         | Adriano Buzaid    | William Buller       |
| 27. | 30. August    | Norfolk           | Adriano Buzaid       | Jean-Éric Vergne  | James Calado         |
| 28. | 25. September | Brands Hatch      | Oliver Webb          | James Calado      | Adriano Buzaid       |
| 29. | 26. September | Brands Hatch      | Daniel McKenzie      | Carlos Huertas    | Adriano Buzaid       |
| 30. | 26. September | Brands Hatch      | James Calado         | William Buller    | Menasheh Idafar      |

1Alexander Sims kam als Erster ins Ziel. Da er als Gastfahrer angetreten war, erhielt der zweitplatzierte Gabriel Dias die Punkte für den ersten, der drittplatzierte Daisuke Nakajima die Punkte für den zweiten und der fünftplatzierte Jean-Éric Vergne die Punkte für den dritten Platz.

2 Alexander Sims kam als Dritter ins Ziel. Da er als Gastfahrer angetreten war, erhielt der viertplatzierte Gabriel Dias die Punkte für den dritten Platz.

## Wertung
(Stand: Saisonende)

### Fahrerwertung – Meisterschaft
| Pos. | Fahrer               | Punkte |
| ---- | -------------------- | ------ |
| 1.   | Jean-Éric Vergne     | 392    |
| 2.   | James Calado         | 293    |
| 3.   | Oliver Webb          | 250    |
| 4.   | Adriano Buzaid       | 238    |
| 5.   | Felipe Nasr          | 136    |
| 6.   | Gabriel Dias         | 135    |
| 7.   | Rupert Svendsen-Cook | 131    |
| 8.   | William Buller       | 111    |

| Pos. | Fahrer           | Punkte |
| ---- | ---------------- | ------ |
| 9.   | Daniel McKenzie  | 109    |
| 10.  | Carlos Huertas   | 104    |
| 11.  | Daisuke Nakajima | 97     |
| 12.  | Jazeman Jaafar   | 85     |
| 13.  | Lucas Foresti    | 45     |
| 14.  | Jay Bridger      | 27     |
| 15.  | Hywel Lloyd      | 23     |

| Pos. | Fahrer        | Punkte |
| ---- | ------------- | ------ |
| 16.  | Adderly Fong  | 12     |
| 17.  | Alex Brundle  | 10     |
| 18.  | Max Snegirjow | 1      |
| 19.  | Wayne Boyd    | 0      |
| 20.  | Rio Haryanto  | 0      |
| 21.  | Yann Cunha    | 0      |
| 22.  | Kevin Chen    | 0      |

- Nathanaël Berthon, Pietro Fantin, Esteban Gutiérrez, Daniel Juncadella, Nicolas Marroc, Carlos Muñoz, Jim Pla und Alexander Sims starteten als Gastfahrer und wurde somit nicht in die Wertung aufgenommen.

### Fahrerwertung – Nationale Klasse
| Pos. | Fahrer             | Punkte |
| ---- | ------------------ | ------ |
| 1.   | Menasheh Idafar    | 435    |
| 2.   | James Cole         | 418    |
| 3.   | Juan Carlos Sistos | 72     |
| 4.   | Luiz Razia         | 23     |